# Distretto di Dih Yak
Il distretto di Dih Yak è un distretto dell'Afghanistan appartenente alla provincia di Ghazni. Viene stimata una popolazione di 24 882 abitanti (stima 2016-17).